# Петропавловськ (лінкор)
«Петропа́вловськ» (рос. Петропавловск), з 1921 року «Мара́т» — лінкор російського і радянського Балтійського флоту, третій (за датою закладки і датою спуску на воду), лінійний корабель типу «Севастополь». Брав участь у Першій світовій війні, Громадянській війні в Росії, Радянсько-фінській війні (обстріл укріплень супротивника на острові Б'єрке) і Радянсько-німецькій війні під час оборони Ленінграда.
З 1950 року — навчальний корабель під назвою «Волхов».

## Історія
У складі ВМФ з 1914 року.

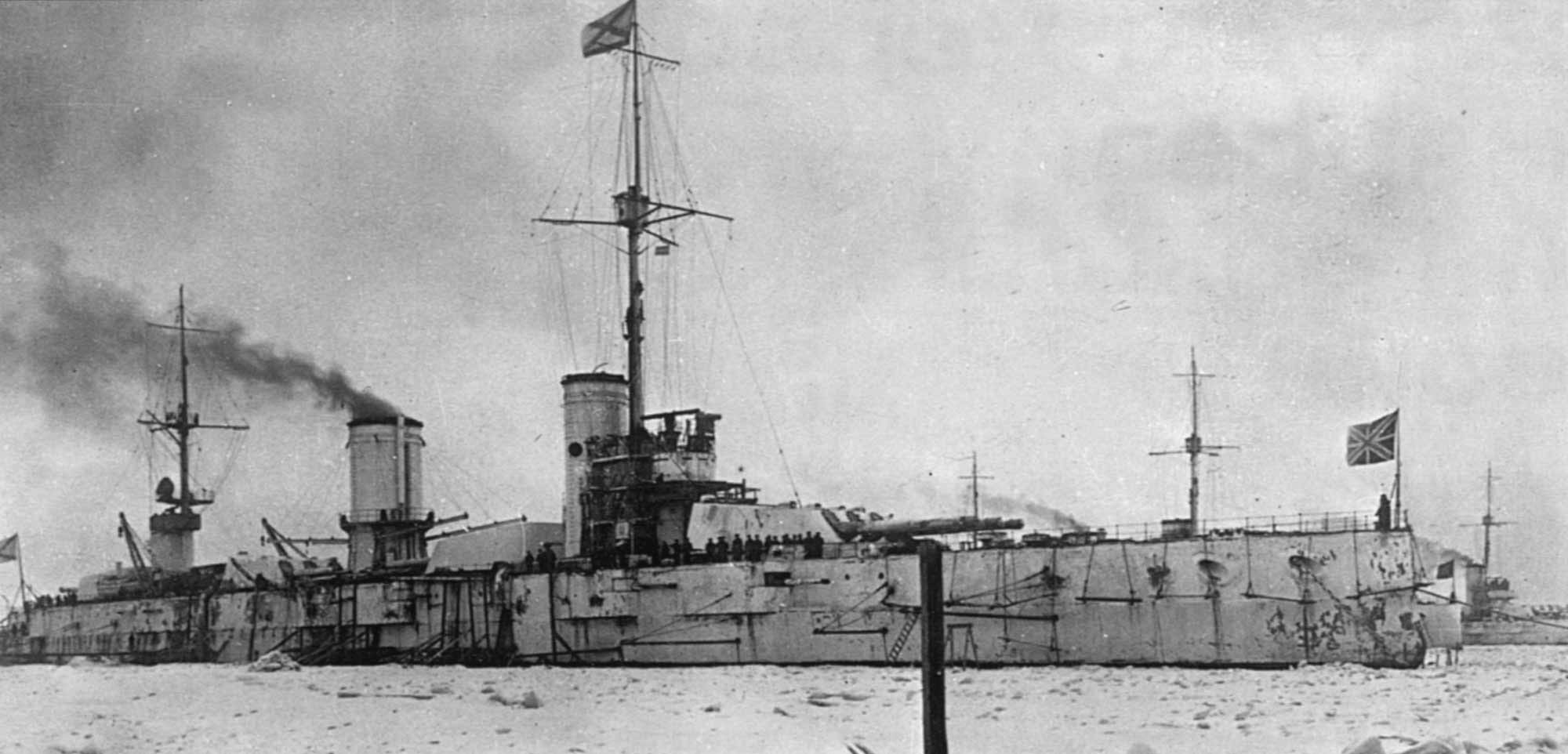
«Петропавлівськ» у Гельсінкі

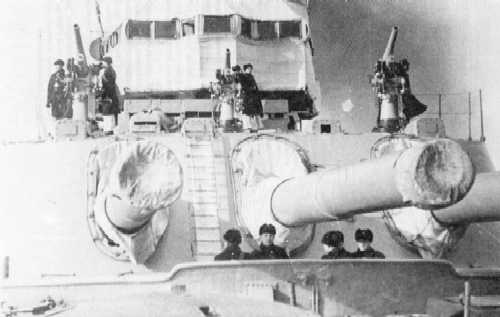
Гармати головного калібру, 1925 рік

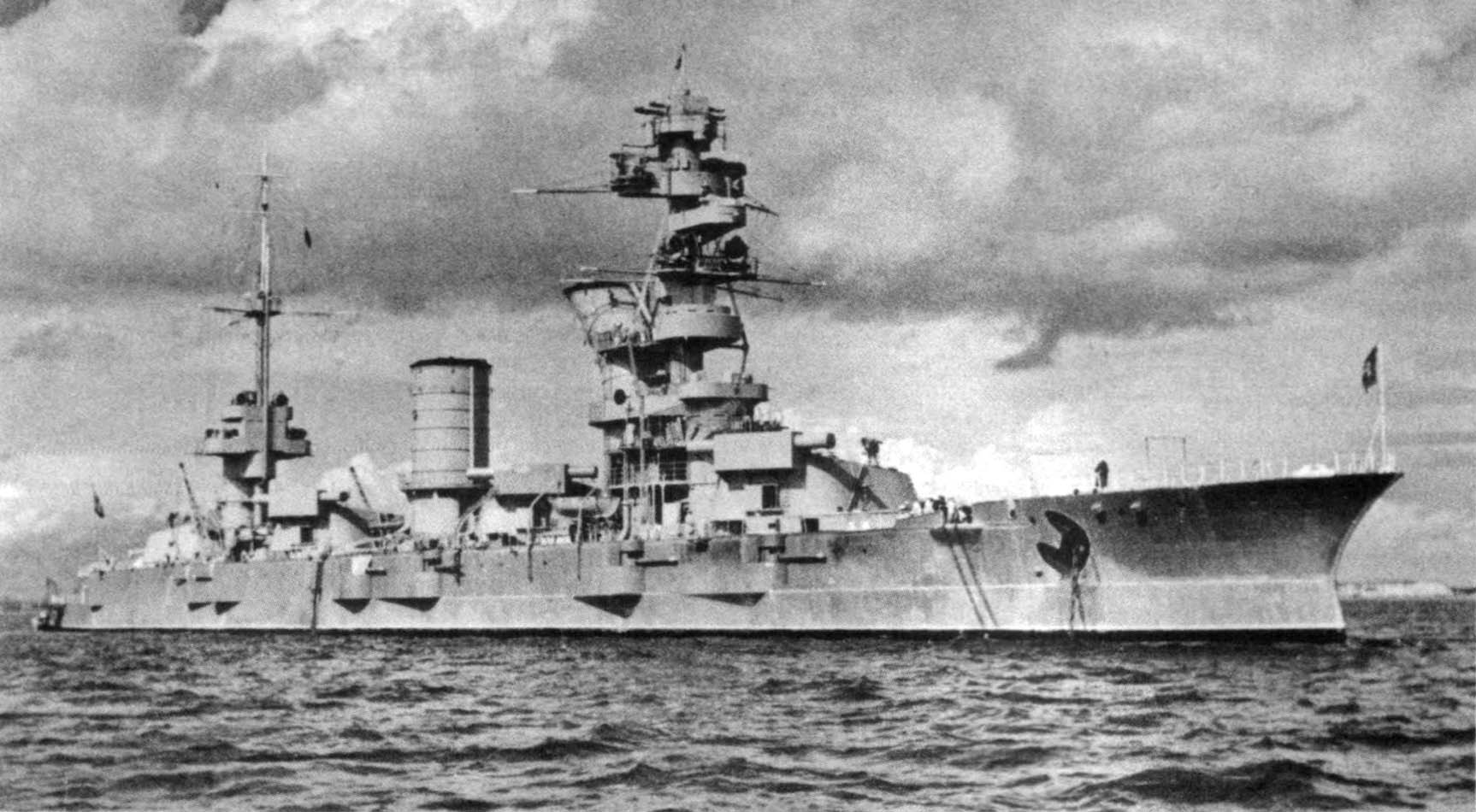
«Марат» в 1939 році

В 1921 році екіпаж лінкора взяв участь у кронштадському антибільшовицькому повстанні під гаслом «Ради без комуністів». Після придушення повстання частина екіпажу перейшла до Фінляндії, частина була репресована. 31 березня 1921 лінкор «Петропавловськ» перейменували на «Марат», на честь вельми шанованого більшовиками французького революціонера Жана-Поля Марата.
З 20 по 27 липня 1925 року на чолі ескадри Морських сил Балтійського флоту здійснив похід до Кільської бухти. В 1928—1931 роках пройшов капітальний ремонт та модернізацію. З 1 по 10 вересня 1934 року лінкор відвідав Гдиню (Польща), з 10 травня по 5 червня 1937 року заходив на Спітгедський рейд (Англія), у Мемель, Лієпаю й Таллінн.
У 1939 році на лінкорі посилили зенітне озброєння.
У грудні 1939 року разом з лінкором «Октябрьская революция» вів вогонь по фінських важких берегових батареях, розташованих на островах поблизу Виборга. Охорону лінкорів забезпечував есмінець «Ленін».
В 1941 році на стоянці у Кронштадті під час нальоту авіації Люфтваффе корабель потопив німецький льотчик-ас Ганс-Ульріх Рудель; при цьому носову частину корабля по другу щоглу повністю зруйновано, загинуло 326 осіб. Пізніше його частково відновили та використовували як плавучу батарею.
З 1950 року — навчальний корабель під назвою «Волхов». У 1953 виключений зі складу ВМФ СРСР і відправлений на брухт.